# Oswald (East Anglia)
Oswald war um 875 König des angelsächsischen Königreichs East Anglia. Zu Oswalds Leben sind keine zeitgenössischen Berichte überliefert. Er ist nur durch Münzen bekannt. Er herrschte vermutlich als subregulus (Unterkönig) der dänischen Okkupanten.